# Vaccinium cardiophorum
Vaccinium cardiophorum är en ljungväxtart som beskrevs av Herman Otto Sleumer. Vaccinium cardiophorum ingår i Blåbärssläktet, och familjen ljungväxter. Inga underarter finns listade i Catalogue of Life.